# Chương Hiến Minh Túc Hoàng hậu
Chương Hiến Minh Túc Lưu Hoàng hậu (chữ Hán: 章献明肃劉皇后, 968 - 1033), hay còn gọi là Chương Hiến Lưu Hoàng hậu (章獻劉皇后), Chương Hiến Thái hậu (章獻太后) hoặc Chương Hiến hậu (章獻后), thỉnh thoảng cũng xưng Trang Hiến hậu (莊献后), là Hoàng hậu tại vị thứ hai của Tống Chân Tông Triệu Hằng và là dưỡng mẫu của Tống Nhân Tông Triệu Trinh.
Xuất thân hàn vi, Lưu Thái hậu được Tống Chân Tông yêu quý, từ vị trí phi tần thấp kém mà từng bước làm Hoàng hậu, can thiệp triều chính và trở thành Hoàng thái hậu thực hiện thùy liêm thính chính đầu tiên của triều đại nhà Tống dưới thời Tống Nhân Tông. Tuy còn nhiều tranh cãi do các vấn đề chính trị, nhưng tài năng của Lưu Thái hậu được đánh giá vượt trội và vượt qua nhiều khuôn phép của đương thời, lưu danh sử sách, được xưng là ["Hữu Lữ Võ chi tài, vô Lữ Võ chi ác"; 有吕武之才，无吕武之恶], tức là "có tài năng của Lữ hậu hay Võ Tắc Thiên, nhưng không độc ác như 2 người đó". Đương thời Lưu Thái hậu uy quyền quá lớn, khi Nhân Tông đã trưởng thành mà bà vẫn không chịu trả lại chính sự, gây nên nhiều mâu thuẫn giữa Hoàng đế và Thái hậu. Đỉnh điểm nhất, Lưu Thái hậu trước khi qua đời từng yết kiến Thái Miếu nhà Tống - một việc mà Thái hậu không thể làm. Trong dịp ấy, bà còn mặc Cổn phục - loại trang phục tôn quý chỉ dành cho Thiên tử, bị nhiều sử gia đánh giá và phê bình gay gắt.
Bà còn là một nhân vật quan trọng trong truyền thuyết nổi tiếng đương thời là [Ly miêu hoán thái tử; 狸猫换太子], về thân thế thật sự của Tống Nhân Tông - người vốn do Lý Thần phi sinh ra. Đấy là bởi vì Lưu hậu được Chân Tông ra chủ ý, đưa Nhân Tông nói là do Lưu hậu sinh ra, Nhân Tông lớn lên mà không hề biết mẹ ruột của mình. Truyền thuyết này là một trong những tích truyện liên quan đến Bao Công.

## Xuất thân

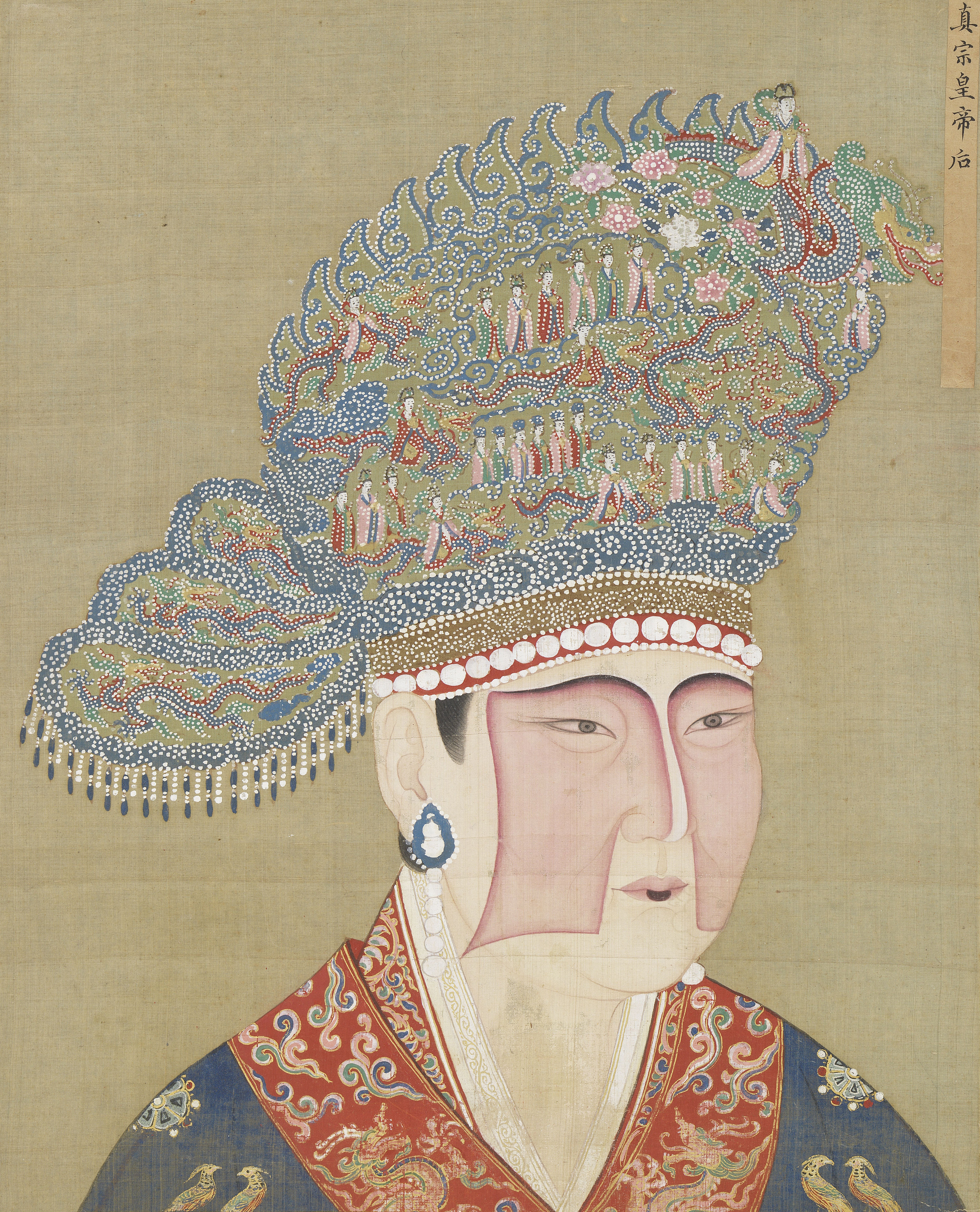
Chân dung được cho là Chương Hiến Lưu Hoàng hậu.

Chương Hiến Minh Túc Hoàng hậu Lưu thị không lưu lại tên thật, truyền thuyết thường gọi bà bằng cái tên Lưu Nga (劉娥). Sinh ngày 8 tháng 1 (ÂL), Ngày trước nguyên quán ở Thái Nguyên, Sơn Tây sau chuyển đến sống ở Ích Châu. Bà có tổ tiên là Lưu Diên Khánh (劉延慶), vào thời Hậu Hán, Hậu Tấn làm Hữu Kiêu Vệ Đại tướng quân (右驍衛大將軍). Cha bà là Lưu Thông (劉通), nguyên là Hổ Tiệp đô Chỉ huy sứ (虎捷都指挥使), kiêm Thứ sử Gia Châu, tòng chinh đến Thái Nguyên lãnh đạo quân binh. Bà là con thứ hai của Lưu Thông, mẹ là Bàng thị (庞氏), không rõ gốc gác cũng như quê quán ở đâu.
Từ nhỏ mồ côi cả cha và mẹ, Lưu thị phiêu du khắp nơi, gặp được một nghệ nhân tên Cung Mỹ (龚美), nạp làm thiếp và cùng đi làm nghề nghệ nhân kim hoàn. Tài nghệ Cung Mỹ nổi tiếng trong kinh thành, Tương vương Triệu Hằng nghe đến, đưa về phủ của mình để phục vụ, Lưu thị khi ấy 15 tuổi cũng đi theo Cung Mỹ vào phủ. Khi ấy Triệu Hằng và Lưu thị đều tầm 15 tuổi, dần dần nảy sinh tình cảm. Sau 5 năm, việc truyền đến tai Tống Thái Tông, ông ra lệnh nhũ mẫu của Tương vương là Tần Quốc phu nhân phải tiến hành trục xuất Lưu thị ra khỏi kinh thành, nhưng Triệu Hằng vẫn lén giấu bà trong nhà của Trương Kỳ (張耆) trong kinh thành.

## Nhập cung Tống

### Phong Tần tấn Phi
Năm Chí Đạo thứ 3 (997), Tống Thái Tông băng hà, Triệu Hằng kế vị, tức Tống Chân Tông. Ông lập Kế phối Quách thị làm Hoàng hậu, nhưng vẫn không quên Lưu thị mà cho đón bà vào hậu cung. Năm Cảnh Đức nguyên niên (1004), Chân Tông phong Lưu thị làm Mỹ nhân, hàm Chính tứ phẩm.
Tuy lúc này Lưu thị đã 36 tuổi, nhưng ôn nhu chừng mực, cử chỉ tao nhã, rất được Chân Tông yêu quý, chuyên sủng trong cung. Đến đây, Lưu Mỹ nhân dần nghĩ đến thân thế và chỗ dựa trong cung, bèn thưa đưa biểu ca Cung Mỹ ra làm quan, đổi họ thành Lưu Mỹ (劉美), giữ hương hỏa cho dòng họ Lưu gia. Lưu Mỹ đổi họ, nhận tước quan, làm việc hết sức hệ trọng, tránh bị nói là quyền thần ngoại thích, dần tạo danh thế cho họ ngoại Lưu Mỹ nhân.
Năm Cảnh Đức thứ 4 (1007), Quách Hoàng hậu sau cái chết của con trai là Triệu Hựu, đau buồn quá độ mà sinh bệnh qua đời. Trong triều bàn luận về việc kế vị ngôi Hoàng hậu, các đại thần kiến nghị lập Thẩm Tài nhân (沈才人), cháu gái Tể tướng Thẩm Luân (沈伦), trong khi đó Tống Chân Tông muốn lập Lưu Mỹ nhân làm Hoàng hậu. Quần thần cho rằng Lưu Mỹ nhân không con cái, xuất thân lại hàn vi, không thích hợp với ngôi vị Hoàng hậu, Chân Tông nhiều lần suy tính, tạm thời không bàn việc lập Hoàng hậu nữa.
Lúc đó, Cung nữ Lý thị hầu cận Lưu Mỹ nhân gặp được mộng tiên nhân, báo rằng sẽ sinh long thai kỳ tử. Tống Chân Tông cùng Lưu Mỹ nhân bèn nghĩ ra kế sách ["Tá phúc sinh tử"; 借腹生子], muốn mượn cái bụng của Lý thị sinh ra con quý tử cho Lưu Mỹ nhân có cớ thuận lợi lên làm Hoàng hậu. Đầu tiên thì Chân Tông vời Lý thị vào hầu một đêm, sau một đêm quả nhiên có thai, ông ban cho Lý thị một cây trâm bằng ngọc để thưởng nhưng kiêng dè thị tẩm lần nữa. Năm Đại Trung Tường Phù thứ 3 (1010), ngày 14 tháng 4 (tức ngày 12 tháng 5 dương lịch), Lý thị sinh ra một Hoàng tử, đặt tên là Triệu Thụ Ích (赵受益), nhưng Tống Chân Tông tuyên bố là do Lưu Mỹ nhân sinh ra. Vì công lao sinh ra Hoàng tử, Chân Tông liền phong Lưu thị làm Tu nghi (脩儀), hàm Chính nhị phẩm và Lý thị được phong Sùng Dương huyện quân (崇阳县君). Lúc này, Lưu Tu nghi một mình không nuôi dạy ổn thỏa Hoàng tử, bèn cùng Dương Tiệp dư chăm sóc. Dương thị vốn là một phi tần vị Tài nhân, vô sủng vô gia thế, nhưng sau tình cảm tốt với Lưu Tu nghi, cộng thêm việc rất biết cách chăm sóc Hoàng tử nên khiến Chân Tông có cảm tình, thăng dần lên Tiệp dư, cùng phụ dưỡng Hoàng tử.

### Lập làm Hoàng hậu
Năm Đại Trung Tường Phù thứ 5 (1012), mùa xuân, Tống Chân Tông phong Lưu Tu nghi làm Đức phi (德妃), hàm Chính nhất phẩm. Tháng 12 năm đó, Tống Chân Tông tuyên cáo thiên hạ, lập Lưu Đức phi làm Hoàng hậu, lúc này bà đã 44 tuổi. Hàn Lâm học sĩ Dương Ức (楊億) là một trong những đại thần có hiềm khích với Lưu Đức phi nhất, nhìn thấy không còn ai có thể phản đối bà làm Hậu, bèn phẫn uất cự tuyệt thảo chiếu thư sách lập, Chân Tông phải tìm người khác viết thay.
Lưu Hoàng hậu thông minh tuyệt thế, thông hiểu cổ kim, đối với chính trị, xử lý tấu chương đều biết rõ. Tống Chân Tông yêu mến tài hoa, thường cho Lưu Hoàng hậu hầu việc phê duyệt tấu chương, tương trợ biện pháp. Trong triều, không ít đại thần phản đối việc Lưu Hoàng hậu can dự triều chính, đặc biệt là Khấu Chuẩn (寇准) và Lý Địch (李迪) đứng đầu phe chống lại Lưu Hoàng hậu. Lưu Hoàng hậu dựa vào Tiền Duy Viễn (钱惟演) và Đinh Vị (丁谓) để làm cánh tay đắc lực truất đi quyền hành của họ Khấu và họ Lý. Bà cho con gái của Duy Viễn làm vợ Lưu Mỹ, và con trai của Đinh Vị lấy con gái của Duy Viễn.
Năm Thiên Hi thứ 3 (1019), Tống Chân Tông bệnh thấp khớp, không thể lên triều, đại bộ phận chính sự lúc này đều do Lưu hậu xử lý. Tống Chân Tông trước có xem bói toán, thấy được phán [Nữ chủ xương; 女主昌], ý là "Đàn bà làm chủ đang ngày thịnh", trong thâm tâm bèn rất lo lắng. Dù thương yêu Lưu hậu, nhưng Chân Tông cũng lo giang sơn họ Triệu có thể bị hủy hoại bởi đàn bà, do vậy bèn bí mật lộ tâm ý với Nhập nội Đô tri Chu Hoài Chính (周懷政), biểu thị lo sợ Lưu hậu can chính, muốn để Thái tử giám quốc. Tể tướng Khấu Chuẩn biết được, bèn vào cung cùng Chân Tông ngày đêm bàn chuyện để Thái tử giám quốc thay thế dần thế lực của Lưu hậu. Việc bàn định này rất bí mật, dù Lưu hậu hay ở bên cạnh cũng không hề biết được. Khấu Chuẩn sau đó đến tìm Dương Ức, soạn thảo chiếu thư lập "Thái tử giám quốc", nhưng sự tình bị bại lộ, Chân Tông không còn cách nào khác bèn đổ hết mọi việc lên đầu Khấu Chuẩn, và dưới áp lực của Lưu hậu cùng Đinh Vị mà khiến Chuẩn bị cách chức Tể tướng, thay bằng Đinh Vị.
Khi ấy, Nhập nội Đô tri Chu Hoài Chính cũng là một người tham dự sự kiện thảo chiếu thư Giám quốc, nên đối với sự kiện Đinh Vị làm tể tướng cũng rất không thoải mái. Ông bèn bàn với Khấu Chuẩn đưa binh giết Đinh Vị, bắt giam Lưu Hoàng hậu, Chân Tông thiện vị cho Thái tử. Trước một đêm binh biến, thủ hạ của Khấu Chuẩn làm tay trong cho phê Lưu hậu, bèn bí mật báo cáo cho quan Thiêm thư Xu mật viện là Tào Lợi Dụng (曹利用), ngay sau đó Tào Lợi Dụng tiến cung mật cáo Lưu hậu. Sáng sớm hôm sau, Lưu hậu giao Tào Lợi Dụng xét tội Chu Hoài Chính, bắt đem giết ngay, Đinh Vị tố cáo Khấu Chuẩn “Giả tạo thiên thư”, một đòn quyết tiệt cho Khấu Chuẩn cùng đảng phái bị diệt. Một người trong đảng của Khấu Chuẩn là Chu Năng (朱能), biết Khấu đảng đã tan rã, bèn không chịu chết khởi binh, sau binh bại tự sát.
Cũng thuận theo việc này, Chân Tông ban chiếu cho Thái tử mở Tư Thiện đường (資善堂), dẫn bá quan tiến hành thảo luận chính sự, Lưu hậu trở lại hậu cung giải quyết nội chính, không còn công khai can thiệp quốc chính nữa cho đến khi Chân Tông qua đời. Còn về Khấu Chuẩn, ông bị Lưu hậu biếm đi Tương Châu (相州; nay là An Dương, tỉnh Hồ Nam), lại sang An Châu (安州; nay là An Lục, tỉnh Hồ Bắc) rồi lên Đạo Châu (道州; nay là huyện Đạo, tỉnh Hồ Nam). Tống Chân Tông đối với Khấu Chuẩn bị biếm cũng không để tâm đến, một dạo có hỏi vì sao dạo này không thấy Khấu Chuẩn, tả hữu không ai dám trả lời.
Bệnh tình Chân Tông ngày càng nặng, Thái tử tuy có danh nghĩa chấp chưởng Tư Thiện đường, nhưng dần cũng bị Lưu hậu ảnh hưởng, quần thần đều rất lo lắng. Đại thần Vương Tăng (王曾) từng lặng lẽ nói với ngoại thích Tiền Duy Viễn rằng: "Thái tử nhỏ tuổi, không do Hoàng hậu chấp chính thì không thể lập nên pháp độ. Gia ân Thái tử, thì sẽ khiến Thái tử an định, mà họ Lưu cũng được an định". Duy Viễn cảm thấy lời nói hữu ích, bèn tấu lên Lưu hậu.

## Lâm triều xưng Chế

### Thiết lập quyền lực
Năm Càn Hưng nguyên niên (1022), ngày 19 tháng 2 (tức ngày 22 tháng 3 dương lịch), Tống Chân Tông băng hà, thọ 54 tuổi. Di mệnh Hoàng thái tử Triệu Trinh tức vị Hoàng đế, tức Tống Nhân Tông. Lưu Hoàng hậu được di chiếu tôn Hoàng thái hậu, lại ban chỉ dụ:「Quân quốc trọng sự, quyền thủ xử phân; 軍國重事，權取處分」, có nghĩa rằng Thái hậu hoàn toàn có quyền xen vào chính sự nếu là sự kiện trọng đại. Tống Nhân Tông kế vị khi đó chỉ mới 13 tuổi, quyền lực do Lưu Thái hậu trực tiếp nắm giữ. Khi ấy, Vương Tăng (王曾) phụng chỉ nhập cung thảo di chế, ghi rõ Hoàng hậu ["Quyền"; 權] xử lý chính sự. Chữ "Quyền" này mang ý Lưu Thái hậu sẽ tạm thời xử lý chính sự, Đinh Vị đòi bỏ chữ ấy, Vương Tăng cự tuyệt và nhất định giữ lại để biểu thị Lưu Thái hậu chỉ có quyền hạn tạm thời.
Vương Tăng đề nghị Lưu Thái hậu theo lệ cũ thời Đông Hán, mời Lưu Thái hậu buông rèm nghe chính bên phải Hoàng đế, cứ 5 ngày thiết triều một lần. Đinh Vị không cho là vậy mà kiến nghị chỉ mùng 1 và ngày 15 của tháng thì Nhân Tông sẽ thiết đại triều truyền bá quan vào điện, còn lại đều do Lưu Thái hậu triệu kiến ở Nội điện, quyết định sự vụ, đều do Áp ban Lôi Doãn Cung (雷允恭) truyền đạt. Vương Tăng phản đối, nhưng Đinh Vị kiên quyết thực hiện. Sau, Lôi Doãn Cung bị tội mà ban chết, kế hoạch của Đinh Vị cũng bị phá sản, trình tự thùy liêm của Vương Tăng được thông qua. Lưu Thái hậu theo thỉnh cầu của Vương Tăng, từ đó ngự ở Thừa Minh điện (承明殿), Hoàng đế ở bên trái, Thái hâu ở bên phải cùng nghe chính sự, trong chế xưng là [Ngô; 吾], sinh nhật của Thái hậu là Trường Ninh tiết (長寧節), ra vào dùng Đại An liễn (大安輦), mệnh thiên hạ kị tên của cha Thái hậu, và quần thần dâng tôn hiệu [Ứng Nguyên Sùng Đức Nhân Thọ Từ Thánh Hoàng thái hậu; 應元崇德仁壽慈聖皇太后].
Sau khi lên ngôi Hoàng thái hậu, Lưu thị truy phong cho dòng họ của mình: 
- Cụ nội ông Lưu Duy Nhạc (劉維嶽) làm Tiết độ sứ Thiên Bình quân (天平軍), kiêm Thị trung Trung thư lệnh Thượng thư lệnh (侍中兼中书令兼尚书令); cụ nội bà Tống thị (宋氏) là An Quốc thái phu nhân (安國太夫人).
- Ông nội Lưu Diên Khánh (劉延慶) làm Tiết độ sứ Chương Hóa quân (彰化軍), kiêm Trung thư lệnh (中书令), tước Hứa quốc công (許國公); bà nội Nguyên thị (元氏) làm Tề Quốc thái phu nhân (齊國太夫人).
- Cha Lưu Thông (劉通) làm Khai phủ nghi đồng tam ti (開府儀同三司), tước Ngụy vương (魏王); mẹ Bàng thị (庞氏) phong Tấn Quốc thái phu nhân (晉國太夫人).

### Phế trừ Đinh Vị
Đại thần Đinh Vị lúc trước có công phò tá Lưu Thái hậu, thăng Thái tử Thiếu bảo (太子少保), bây giờ ngược lại dần trở nên kiêu ngạo, có ý luôn làm trái lời bà. Lưu Thái hậu vào lúc nắm quyền, luôn muốn tự mình quyết định chính sự, muốn tìm cách trừ bỏ hoàn toàn Đinh Vị. Đại thần Vương Tăng thấy được sự rạn nứt giữa Thái hậu và họ Đinh, nhân một dịp đơn độc vào cung mà ra lời can gián, hạch tội Đinh Vị, càng khiến Thái hậu muốn trừ Đinh Vị.
Vào một dịp, Đinh Vị cùng Lôi Doãn Cung lo việc xây lăng tẩm cho Tống Chân Tông. Lúc lăng đang xây, Lôi Doãn Cung muốn thay đổi kết cấu sơn lăng. Lưu Thái hậu cho là việc hệ trọng như vậy không nên thay đổi tùy tiện. Lôi Doãn Cung và Đinh Vị vẫn không nghe lời Lưu Thái hậu. Quả nhiên khi đào sâu xuống thì thấy đá và dòng nước. Lưu Thái hậu biết được, ngự Thừa Minh điện và triệu Lôi Doãn Cung đến chất vấn, nhưng Đinh Vị một mục bao che cho Lôi Doãn Cung. Lưu Thái hậu sai Vương Tăng lại đến xem xét, Vương Tăng về báo Đinh Vị, Lôi Doãn Cung thông đồng di chuyển đạo huyệt vào nơi tuyệt lộ. Lưu Thái hậu giận lắm, hạ lệnh cho Lôi Doãn Cung được tự tận, cách chức Tể tướng của Đinh Vị. Từ sau khi Đinh Vị bị bãi, Lưu Thái hậu theo trình tự mà Vương Tăng soạn, ngự Thừa Minh điện nghe chính sự, Thái hậu lại bãi chức của Tham chính Nhậm Trung; gia phong Phùng Chửng làm Đại học sĩ Chiêu Văn quán; Vương Tăng làm Trung thư thị lang, kiêm Đại học sĩ Tập Hiền điện và hàm "Đồng Trung thư môn hạ Bình chương sự"; Lã Di Giản và Lỗ Tông Đạo làm Tham tri chính sự; Tiền Duy Diễn làm Xu mật sứ.
Khi đó, Đinh Vị nuôi một Nữ đạo sĩ là Lưu Đức Diệu (劉德妙), sau khi Chân Tông mất, Đức Diệu thường vào cung cấm. Đinh Vị tìm cách sai Đức Diệu giả thần giả quỷ để mê hoặc Lưu Thái hậu, nhưng Lưu Thái hậu không bị mắc lừa. Khi Đinh Vị bị tội, Lưu Thái hậu liền bắt Lưu Đức Diệu xuống thẩm vấn, lại cho lục soát nhà Lưu Đức Diệu, thấy có thư của Đinh Vị, trên giấy đề bốn chữ "Hồn Nguyên hoàng đế". Lưu Thái hậu giam luôn Lưu Đức Diệu trong ngục, lấy lý do Đinh Vị qua lại với đồng cốt, giáng làm Nhai Châu Tư hộ tham quân, tịch biên gia sản.

### Độc quyền chưởng chánh
Năm Thiên Thánh thứ 2 (1024), tháng 11, Tống Nhân Tông cùng quần thần chính thức làm lễ dâng tôn huy hiệu cho Lưu Thái hậu, là Ứng Nguyên Sùng Đức Nhân Thọ Từ Thánh Thái hậu. Ngày ấy, Thái hậu đội Nghi Thiên quan (儀天冠), mặc Cổn y (袞衣) để ngự điện, đây đều là trang phục của các Hoàng đế khi lâm triều. Tống Nhân Tông dần trưởng thành, nhưng Lưu Thái hậu vẫn không có ý giao lại quyền hành cho Nhân Tông. Ông thường xuyên đau ốm, đích thân Dương Thái phi chăm sóc sức khỏe, vì Lưu Thái hậu thường xuyên triệu quần thần bàn việc quốc gia. Tống Nhân Tông đối với Lưu Thái hậu và Dương Thái phi rất kính trọng, tôn kính gọi Lưu Thái hậu là 「"Đại nương nương"; 大娘娘」, Dương Thái phi là 「"Tiểu nương nương"; 小娘娘」.
Năm Thiên Thánh thứ 7 (1029), một loạt sự kiện trọng đại xảy ra. Lưu Thái hậu quyết định trị tội Tào Lợi Dụng, do Lợi Dụng cậy mình là huân thần, vào điện cũng không gọi tên nên khiến ông ta không còn kiêng dè gì nữa. Ngay đó, Thái hậu viết thư gửi Tể thần Vương Tăng, hạch tội Tào Lợi Dụng và cháu trai mưu phản, nhưng Vương Tăng cùng các đại thần vẫn rất kiêng nể Tào Lợi Dụng, không chỉ trích kịch liệt. Lưu Thái hậu do đó xử lý Tào Lợi Dụng cũng nhẹ tay, chỉ cho biếm truất. Sau Tào Lợi Dụng cũng tự sát.
Vương Tăng thấy Thái hậu chuyên quyền, nhiều lần khuyên Lưu Thái hậu không nên lạm quyền quá, Thái hậu tuy nghe theo nhưng trong lòng rất bực tức. Mùa hạ năm đó, nhân Ngọc Thanh cung bị hỏa hoạn, cháy trụi hết, Lưu Thái hậu nói là do tể tướng không biết điều hòa âm dương, liền đày Vương Tăng ra Thanh Châu. Đại thần Phạm Trọng Yêm dâng sớ nói Tống Nhân Tông đã lớn, xin Lưu Thái hậu hết buông rèm. Lưu Thái hậu tức giận, liền đày Phạm Trọng Yêm ra Thông Châu. Trong ngoài đều cho rằng Lưu Thái hậu có ý tiếm ngôi xưng Đế. Tiểu thần Phương Trọng Cung (方仲弓) muốn lấy lòng Lưu Thái hậu, dâng sớ cho lập miếu họ Lưu, lại dâng vẽ bức tranh 「Võ hậu lâm triều đồ; 武后臨朝圖」 mà dâng lên. Lưu Thái hậu tức giận ném bức tranh xuống đất và cấm không ai được làm những chuyện như vậy nữa.
Năm Minh Đạo nguyên niên (1032), tháng 11, Lưu Thái hậu muốn mặc áo Cổn, đội mũ Miện là đồ dành cho Thiên tử mà vào yết Thái miếu. Lễ Bộ thị lang Tiết Khuê (薛奎) can là không nên. Sang năm sau (1033), tháng 2, Lưu Thái hậu vẫn mặc cổn miện vào Thái miếu. Để làm thỏa lòng Thái hậu và giới sĩ phu thiên hạ, Thái hậu cho bỏ đi 2 chương biểu thị "trung hiếu" và "khiết tịnh" là ["Tông di"; 宗彝] và ["Tảo"; 藻], đồng thời cũng không đeo kiếm ngọc biểu thị của Hoàng đế. Dương Thái phi và Quách Hoàng hậu theo hầu giá.
Tại Văn Đức điện, bà được quần thần tôn tôn hiệu Ứng Thiên Tề Thánh Hiển Công Sùng Đức Từ Nhân Bảo Thọ Hoàng thái hậu (應天齊聖顯功崇德慈仁保壽皇太后), ca ngợi công đức của bà. Ngày hôm đó, Lưu Thái hậu cũng chính thức trao trả quyền hành về cho Tống Nhân Tông.

## Qua đời
Năm Minh Đạo thứ 2 (1033), tháng 3, sau khi trở về từ Thái miếu, Lưu Thái hậu bệnh nặng. Tống Nhân Tông lo lắng, sai người tìm danh y trong nước đến chữa trị cho Lưu Thái hậu. Trước khi qua đời, bà cho khôi phục lại chức quan của toàn bộ những người từng là đối thủ chính trị của mình, là Khấu Chuẩn, Tào Lợi Dụng cùng Đinh Vị.
Không lâu sau, ngày Giáp Ngọ, Hoàng thái hậu Lưu thị băng hà ở Bảo Từ điện (宝慈殿), thọ 65 tuổi. Bà để di chiếu, cho Nhân Tông tôn Dương Thái phi làm Hoàng thái hậu. Lúc Lưu Thái hậu sắp mất, không nói được nữa, mà lấy tay chỉ vào y phục của mình. Sau khi Thái hậu mất, Tống Nhân Tông thăng điện khóc nức nở chuyện tang nghi, có hỏi vì sao Thái hậu lại chỉ vào y phục của mình, thì Tham chính Tiết Khuê nói là do Lưu Thái hậu mặc Cổn miện thì không thích hợp gặp Tống Chân Tông, nên Nhân Tông mới cho táng với trang phục dành cho Hoàng hậu. Lưu Thái hậu lâm triều 11 năm, chính lệnh nghiêm minh, ân uy đều dùng. Bấy giờ có Tào Xước về Biện Kinh dâng ngàn đấu gạo để mong được nhiệm dụng. Lưu Thái hậu nói:「"Vương Tăng, Trương Tri Bạch, Lã Di Giản, Lỗ Tông Đạo bốn người đó đã từng dâng của cải dư thừa chưa"」.
Tháng 10 cùng năm, Nhân Tông đích thân dẫn quần thần làm lễ hạ táng Lưu Thái hậu. Bà được an táng trọng lễ cùng Chân Tông vào Vĩnh Định lăng (永定陵), truy tôn thụy hiệu là Trang Hiến Minh Túc Hoàng hậu (莊献明肃皇后). Theo lệ cũ, thụy hiệu của Hoàng hậu chỉ có 2 chữ, đến nay định ra việc ai từng xưng chế lâm triều, tắc có 4 chữ làm thụy.
Năm Khánh Lịch thứ 4 (1044), lễ quan tấu theo chế độ nhà Tống, thụy hiệu của Hoàng hậu thường lấy 1 chữ trong thụy của Hoàng đế làm một chữ cố định trong các loạt thụy hiệu của Hoàng hậu của Hoàng đế ấy, như Thái Tổ là chữ ["Hiếu"; 孝], Thái Tông là chữ ["Đức"; 德]. Nay tấu xin đổi thụy của các Hoàng hậu của Chân Tông, vì chữ ["Trang"] không có trong thụy của Chân Tông, nên đề nghị đổi cho các Hoàng hậu của Tống Chân Tông thành ["Chương"] để hợp quy tắc. Do đó, Tống Nhân Tông cho đổi thụy hiệu của Lưu hậu thành Chương Hiến Minh Túc Hoàng hậu (章献明肃皇后). Năm thứ 5 (1045), đưa thần chủ của Chương Hiến, Chương Ý (tức Lý Thần phi) thăng phụ Thái Miếu thất của Chân Tông, đó là theo lệ của Ý Đức, Minh Đức, Nguyên Đức tam vị Hoàng hậu của Tống Thái Tông.

## Câu chuyện

### Nhân Tông nhận mẫu
Đối với sinh mẫu của Tống Nhân Tông là Lý thị, Lưu Thái hậu phong làm Thuận dung và đưa đến trông nom lăng mộ Tiên đế là Vĩnh Định lăng. Lưu Thái hậu còn sai Lưu Mỹ, Trương Hoài Đức tra tìm thân tộc của Lý Thuận dung và ban tiền bạc cho họ, phong em trai là Lý Dụng Hòa làm Tam ban phụng chức (三班奉职), với lý do Lý Thuận dung đến trông coi lăng mộ Tiên đế, nên ban ơn trọng thưởng. Khi Lý Thuận dung bệnh nặng, Lưu Thái hậu sách phong làm Thần phi (宸妃), đưa Thái y đến cứu chữa. Ngay khi vừa sách phong thì Lý Thần phi qua đời. Lưu Thái hậu cho khâm liệm qua loa, đưa quan tài ra khỏi cung. Thừa tướng Lã Di Giản (呂夷簡) hỏi vì sao không làm tang lễ, Lưu Thái hậu tìm cách để Tống Nhân Tông đi khỏi, rồi trách Lã Di Giản li gián hai cung. Lã Di Giản đe dọa rằng nếu không hậu táng cho Lý Thần phi thì Lưu Thái hậu chẳng còn được bao lâu nữa sẽ mang họa diệt môn (khi Nhân Tông nắm quyền ắt sẽ truy cứu chuyện này). Lưu Thái hậu hiểu ra, cho khâm liệm Lý Thần phi dùng đồ của Hoàng hậu, trong quan tài có đầy thủy ngân.
Sau khi Lưu Thái hậu băng, Dương Thái phi nói với Nhân Tông:"Lưu hậu không phải sinh mẫu thật sự của Quan gia, mẫu thân của ngài là Lý Thần phi đã qua đời". Tống Nhân Tông lúc này mới biết Lưu Thái hậu không phải mẹ mình, lại càng là người mà mình xem như không thân thích gì trước khi chết là Lý Thần phi, nên sinh bệnh ốm nặng, mấy ngày không thể thượng triều, cũng hạ chiếu tự trách.
Lúc này, Yên vương Triệu Nguyên Nghiễm tiết lộ sự thật về thân thế của Lý Thần phi, nói rằng Lưu Thái hậu đã cướp Nhân Tông về làm con mình, bỏ rơi Lý Thần phi ở trong cung thất sủng, Yên vương còn nói rằng Lưu Thái hậu có thể đã hạ độc chết Lý Thần phi. Tống Nhân Tông kinh hoàng, sai quân lính bao vây phủ của nhà họ Lưu, còn mình đích thân tới nơi chôn của Lý Thần phi. Khi khai quật và bật nắp quan tài, phát hiện xác của Thần phi đã bao trùm bởi thủy ngân, dung nhan vẫn rất nguyên vẹn trước khi mất, lại mặc trang phục của bậc Hậu. Tống Nhân Tông bèn cảm thán:"Chuyện thiên hạ nói, sao có thể đáng tin a!".
Sau đó, Nhân Tông quỳ trước linh cữu Lưu Thái hậu, khóc nói:"Tự nay về sau, Đại nương nương cả đời trong sạch!". Đối với chuyện này, Tống Nhân Tông cả đời về sau đều không muốn nhắc lại, cũng không cho người khác thêu dệt về Lưu Thái hậu, còn ban cả chiếu chỉ chỉ điểm thiên hạ.
Sự kiện này, được gọi là [Nhân Tông nhận mẫu; 仁宗認母] về sau cứ lưu truyền trong dân gian, thêu dệt đủ kiểu tình huống, cuối cùng trở thành truyền thuyết "Ly miêu tráo thái tử" nổi tiếng.

### Ly miêu tráo Thái tử
Trong truyền thuyết dân gian của Trung Quốc, Lưu Hoàng hậu được biết đến là một nhân vật quan trọng trong điển tích Ly miêu hoán thái tử (狸猫换太子). Đây là một đoạn chương hồi trong Thất hiệp ngũ nghĩa của tác giả đời Thanh tên Thạch Ngọc Côn (石玉昆), sáng tác về Bao Chửng, còn gọi Bao Thanh Thiên (包青天).
Theo câu chuyện này, năm đó Lý Thần phi và Lưu Hoàng hậu cùng lúc có thai. Khi cả hai hạ sinh, Lưu Hoàng hậu sinh ra một Công chúa mà chết yểu, còn Lý Thần phi sinh ra được một Hoàng tử. Lưu Hoàng hậu sợ hãi, bèn cùng hoạn quan tráo con của Lý Thần phi bằng một con ["Ly miêu"; 貍貓], vu khống Lý Thần phi sinh hạ quái thai yêu nghiệt. Sau đó Lý Thần phi bị đuổi ra khỏi cung, lưu lạc dân gian, con trai bà trong cung đã được phong làm Thái tử kế vị, tức Tống Nhân Tông. Lưu lạc nhiều năm, thân thể tàn úa, đến gần cuối đời Lý Thần phi gặp được Bao Công, bèn xin vị Bao Thanh Thiên trứ danh này trợ giúp tìm được công lý. Dưới sự tài tình và thẳng thắng của mình, Bao Công minh oan cho Lý thị, được đón vào cung tôn làm Hoàng thái hậu, còn Lưu hậu sợ tội tự sát.
Truyền thuyết này dựa 1 phần vào sự thật lịch sử (Lưu Thái hậu được giao nuôi dưỡng Tống Nhân Tông nhưng không cho ông biết mẹ đẻ của mình là Lý Thần phi), song đã được hư cấu hóa nhằm tăng thêm giai thoại và hành vi anh minh của Bao Công. Tuy vậy, cụm từ ["Ly miêu hoán Thái tử"] về sau lại rất thông dụng, trở thành một cách nói ẩn dụ về thủ pháp hoán đổi đầy tính âm mưu trong cuộc sống.

## Đánh giá
| “                                                            | Chương Hiến Minh Túc Hoàng thái hậu bảo hộ Thánh cung, kỷ cương tứ phương, tiến hiền lui gian, trấn vỗ trung ngoại, đối với Hoàng tộc họ Triệu quả thật có công. | ” |
| — Tư Mã Quang - Tục Tư trị thông giám trường biên, quyển 198 | |   |

| “                                                             | 昔庄献临朝，陛下受制，事体太弱，而庄献不敢行武后故事者，葢赖一二忠臣救护之，使庄献不得纵其欲，陛下可以保其位，实忠臣之力也。今陛下始获暂安，遂忘旧日忠臣，罗织其罪而谴逐之。 Nhớ chuyện Trang Hiến hậu lâm triều, bệ hạ bị quản chế, sự thể quá yếu, mà Trang Hiến hậu không dám làm chuyện của Võ hậu khi xưa, lại có một phần công sức cứu gián của trung thần, mới khiến Trang Hiến hậu không thể không khống chế dục vọng. Bệ hạ có thể bảo toàn ngôi vị Hoàng đế, ấy là do có các trung thần hết lòng giúp sức vậy! | ” |
| — Phú Bật 富弼 - Tục Tư trị thông giám trường biên, quyển 113 | |   |

| “                                         | 仁宗立，刘后以小有才而垂帘听政，乃至服衮冕以庙见，乱男女之别，而辱宗庙。方其始，仁宗已十有四岁，迄刘后之殂，又十年矣。既非幼稚，抑匪闇昏，海内无虞，国有成宪，大臣充位，庶尹多才，恶用牝鸡始知晨暮哉？其后英宗之立，年三十矣，而曹后挟豢养之恩，持经年之政；盖前之辙迹已深，后之覆车弗恤，其势然也。 Nhân Tông được lập, Lưu hậu vì nhân Nhân Tông tuổi nhỏ mà thùy liêm thính chính, thậm chí mặc Cổn Miện để yết Thái Miếu, làm loạn sự khác biệt giữa đàn ông và đàn bà, lại còn làm nhục nơi chốn tôn nghiêm như Thái Miếu. Ngay từ ban đầu, như Nhân Tông đã 14 tuổi, đến khi Lưu hậu chết, cộng thêm 10 năm nữa. Đã đến tuổi không còn trẻ thơ, ức phỉ ám hôn, trong nước vô sự, quốc triều có công hiến, đại thần sung túc, Thứ Doãn đa tài, thế mà sao phải dùng đàn bà quản lý chính sự? | ” |
| — Vương Phu Chi 王夫之 - Tống luận (宋论) | |   |

| “                                             | 刘太后生平，有功有过，据理立说，实属过浮于功。垂帘听政，本非宋制，而彼独创之；兖冕为天子之服，彼何人斯，乃亦服之。设当时朝无忠直，不善规谏，几何而不为武后耶？史官以贤后称之，过矣。 Cuộc đời của Lưu Thái hậu, có công mà cũng có lỗi, theo thuyết lý lập, thật sự lỗi to hơn công rất nhiều. Buông rèm chấp chính, không phải lễ chế thời Tống, lại còn sáng tạo thứ độc lạ, dùng Miện là trang phục của Thiên tử, sao lại có chuyện càn quấy như thế. Xét khi ấy trong triều không có ai trung trực, khuyên nhủ không tới, chẳng phải cũng liên quan đến chuyện xưa của gia tộc Võ hậu? Sử quan gọi bà là "Hiền hậu", là quá lời rồi. | ” |
| — Thái Đông Phiên 蔡东藩 - Tống sử diễn nghĩa | |   |

## Trong văn hóa đại chúng
| Năm  | Phim                                                              | Diễn viên            |
| 1993 | 《Bao Thanh Thiên chi Trảm mỹ án》 (包青天之铡美案)               | Lư Bích Vân 卢碧云   |
| 1993 | 《Bao Thanh Thiên chi Li miêu hoán Thái tử》 (包青天之狸猫换太子) | Tiêu Ngải 萧艾       |
| 2000 | 《Thiếu niên Bao Thanh Thiên》 (少年包青天)                       | Trịnh Ngọc 郑玉      |
| 2004 | 《Đại Tống kinh thế truyền kỳ》 (大宋惊世传奇)                    | Lý Nhược Đồng 李若彤 |
| 2005 | 《Li miêu hoán chúa》 (狸猫换主)                                  | Lưu Lối              |
| 2008 | 《Tân Bao Thanh Thiên chi Đả long bào》 (新包青天之打龙袍)        | Phó Nghệ Vỹ 傅艺伟   |
| 2011 | 《Tần Hương Liên》 (秦香莲)                                       | Trần Sa Lị 陈莎莉    |
| 2013 | 《Thần thám Bao Thanh Thiên》 (神探包青天)                        | Đới Vân Hà 戴云霞    |
| 2016 | 《Khai Phong phủ》 (开封府)                                       | Cam Đình Đình 甘婷婷 |
| 2017 | 《Tướng quân ở trên》 (将军在上)                                  | Điềm Nữu 恬妞        |
| 2018 | 《Đại Tống cung từ》 (大宋宫词)                                   | Lưu Đào 刘涛         |
| 2020 | 《Thanh Bình Nhạc》 (清平乐)                                      | Ngô Việt 吳越        |